# Pfeffernüsse
Les Pfeffernüsse (littéralement en allemand noix poivrées, singulier Pfeffernuss) sont des petits biscuits allemands ronds, reconnaissable à leur glaçage blanc et consommés notamment pendant les fêtes de Noël.
Les ingrédients sont ceux d'un biscuit avec de l’œuf, du sucre, de la farine, de la levure et du miel auxquels on ajoute des épices (comme le pain d'épices) dont du poivre, plutôt blanc ou noir.
Johann Fleischmann, un confiseur d'Offenbach-sur-le-Main a créé la recette en 1753. Goethe a fait l'éloge de ces pâtisseries et le compositeur Felix Mendelssohn se rendait à Offenbach-sur-le-Main spécialement pour les acheter.
Il existe plusieurs déclinaisons ; ainsi, dans le sud de l'Allemagne, la pâte est préparée avec du citron confit et de l'orange, souvent aussi avec des amandes. 